# Абрамово (Калининградская область)
Абрамово (до 1938 — Клайн-Рудминнен (нем. Klein Rudminnen), до 1946 — Клайнруден (нем. Kleinruden)) — посёлок в Краснознаменском городском округе Калининградской области. Входил в состав Алексеевского сельского поселения.

## История
Севернее поселения Клайн-Рудминнен в XIX-первой половине XX века располагалась деревня Дикшен, которая была в 3 раза крупнее.
5 марта 1926 года в деревне Дикшен родилась будущая писательница Хильдегард Раушенбах.
Населённый пункт назывался:
- I. Szirnuppen (до 1785)
- Klein Rudminnen (с 1938)
- Kleinruden (1938—1946)
- II. Dückschen (1785)
- Dickszen (1871)
- Dickschen (1938)
- Lindbach (1938—1946)

## Население
| 1867 | 1885 | 1910 | 1933 | 1939 | 2002 | 2010 |
| ---- | ---- | ---- | ---- | ---- | ---- | ---- |
| 77   | ↗83  | ↘70  | ↘66  | ↘63  | ↘33  | ↘32  |